# ܐ
ألَف/أولَف (ܐܵܠܲܦ/ܐܳܠܰܦ) أول حروف الأبجدية السريانية. يلفظ مثل همزة القطع العربية وقد لا يلفظ.